# Travis Mayweather

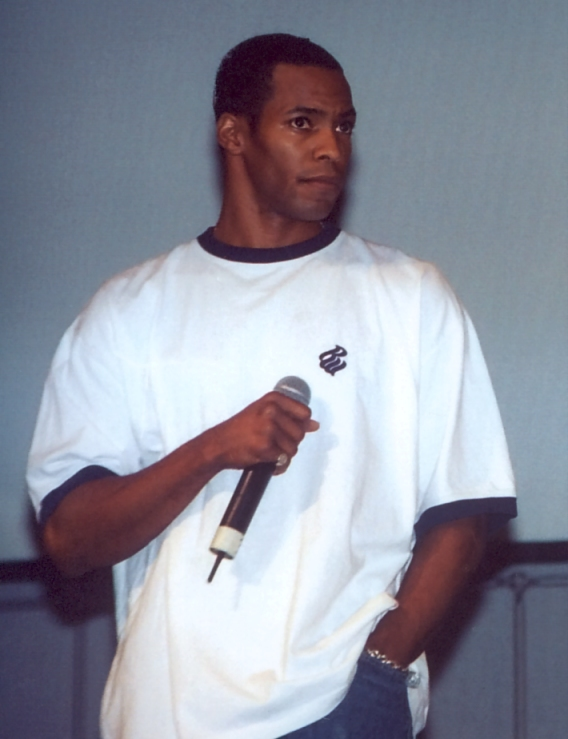
Anthony Montgomery, actor que interpreta a Travis Mayweather.

Travis Mayweather es un personaje ficticio del universo Star Trek en la serie Star Trek: Enterprise interpretado por Anthony Montgomery, tiene el rango de alférez y es el navegante de la nave estelar Enterprise (NX-01).
Mayweather nació en 2126 a bordo de la nave de transporte Horizont ECS, es un boomer que se designa a todas aquellas personas que nacen en una nave de carga espacial y viven allí durante muchos años, algo natural debido a la poca velocidad que tienen y los largos viajes que deben hacer.
Mayweather es un joven tranquilo y entusiasta además de un piloto altamente cualificado con gran experiencia en la espeleología. Tiene al menos un hermano, Paul, capitán del Horizont, cargo que ocupaba anteriormente su padre.